# Horst Becking
Horst Becking (* 14. Januar 1937 in Hagen) ist ein deutscher Maler.

## Werdegang
Becking erhielt seine erste künstlerische Grundausbildung zwischen 1954 und 1957 an den Fachhochschulen Dortmund und Wuppertal.
Seit 1959 beteiligte er sich mit seinen Werken an Gruppenausstellungen, bestritt auch erste Einzelausstellungen und legte sich mehr und mehr auf das „Kleine Format“ fest. Aus dieser Zeit stammen auch seine ersten Radierungen.
Becking wurde 1964 Mitglied des Westdeutschen Künstlerbundes. Von 1971 bis 1977 studierte er an der Staatlichen Kunstakademie Düsseldorf, zuerst in der Klasse von Joseph Beuys, nach dessen Ausscheiden bei Rupprecht Geiger. Er schloss sein Studium als Meisterschüler ab, seine Arbeiten wiesen zunehmend einen höheren Grad der Abstrahierung auf.
Eine längere Reise durch die USA und Kanada im Jahr 1978 bewirkte eine Befreiung aus der Umklammerung durch das Miniaturformat, er fertigte erste großformatige Gouachen und Ölbilder an.
Im Jahr 1979 erschien das erste seiner bisher insgesamt zehn Künstlerbücher, ergänzt durch insgesamt zwölf Mappenwerke mit Radierungen.
Seit 1980 führt Becking zusätzlich neben seiner freien künstlerischen Arbeit noch eine Lehrtätigkeit in der Lehrerausbildung und Kunsterziehung im schulischen und außerschulischen Bereich aus.
Von 1980 bis 1983 bezog er ein Atelier in Brüssel und beschickte Ausstellungen in den Benelux-Staaten und Frankreich. Im Jahr 1981 hielt er sich für längere Zeit in Italien auf (Toskana und Florenz) und begann, alte Papiere (Briefe, Noten, Dokumente) als Gestaltungselemente zu benutzen, außerdem malte er erste Ölbilder auf benutzten morbiden Leinwänden (Baschen).
1985 hielt sich Becking in New York auf und beschickte dort eine Ausstellung, der Zyklus „Sommertage“ entstand.
Anschließend (1986–1987) hielt sich der Künstler in Venetien und Venedig auf, „Das Licht“ beherrschte mehr und mehr seine Bilder.
1989 Entdeckung des „Blau“ auf Kreta, im Jahr 1991 entstand das Buch „Paris – ein Nebeneinander von Gegensätzen“, 1992 arbeitete Becking im Atelier Lacourière Frélaut in Paris, im folgenden Jahr entstanden verschiedene Mappenwerke, unter anderem „Die Bäume warten reglos“.
Während eines erneuten Aufenthalts in Venedig 1994 entstanden dort seine „Venezia“-Bilder.
Im folgenden Jahr entstand der Bonhoeffer-Zyklus „Vergangenheit“ und Beckings Werke sind auf zahlreichen Ausstellungen im In- und Ausland zu sehen, er lebte und arbeitete jedoch vorwiegend in seiner Heimatstadt Hagen.
1997 bekam Becking den Preis der Internationalen Triennale für Original-Grafik in Grenchen (Schweiz), und zu seinem 60. Geburtstag erschien ein Katalog seiner Werke. Auf einem erneuten Aufenthalt in Venedig und am Lago Maggiore entstanden weitere „Venezia“-Bilder und großformatige „Blaue“-Bilder.
Im Jahr 1999 erschien sein Buch Spuren des Windes. 2000 entstanden erste Skulpturen und Becking gestaltete die Kirchenfenster in der Gnadenkirche Hagen-Holthausen. Im folgenden Jahr 2001 erscheint seine Monografie Licht aus dem Stein des Berges.

## Werke
- Horst Becking und Tayfun Belgin: Neue Bilder. Beck und Eggeling, Leipzig 1996, ISBN 3-930919-09-5
- Tagebuch Firenze. Edition Galerie Utermann, Dortmund ohne Jahr
- Licht aus dem Stein des Berges. Nebel Verlag GmbH, Eggolsheim, ISBN 978-3-89555-518-3